# Бжузька (Любуське воєводство)
Бжузька (пол. Brzózka) — село в Польщі, у гміні Кросно-Оджанське Кросненського повіту Любуського воєводства.
Населення — 232 особи (2011).
У 1975-1998 роках село належало до Зеленогурського воєводства.

## Демографія
Демографічна структура станом на 31 березня 2011 року:
|          | Загалом | Допрацездатний вік | Працездатний вік | Постпрацездатний вік |
| -------- | ------- | ------------------ | ---------------- | -------------------- |
| Чоловіки | 118     | 24                 | 86               | 8                    |
| Жінки    | 114     | 19                 | 70               | 25                   |
| Разом    | 232     | 43                 | 156              | 33                   |